# V918 Геркулеса
V918 Геркулеса (лат. V918 Herculis), HD 151701 — двойная затменная переменная звезда типа Беты Лиры (EB) или затменная переменная звезда типа W Большой Медведицы (EW)* в созвездии Геркулеса на расстоянии приблизительно 397 световых лет (около 122 парсек) от Солнца. Видимая звёздная величина звезды — от +7,51m до +7,4m. Орбитальный период — около 0,5748 суток (13,795 часа).

## Характеристики
Первый компонент — белая звезда спектрального класса A2, или A5V, или A7V*. Масса — около 1,795 солнечной, радиус — около 2,343 солнечного, светимость — около 13,234 солнечной. Эффективная температура — около 7388 K.
Второй компонент — жёлтый карлик спектрального класса G5V.

## Планетная система
В 2019 году учёными, анализирующими данные проектов HIPPARCOS и Gaia, у звезды обнаружена планета.